# La Redoute
La Redoute ist ein französisches Mode- und Versandhaus mit Sitz in Roubaix.

## Hintergrund
La Redoute wurde 1837 als Textilunternehmen und siedelte sich 1875 in Roubaix bei Lille an: Im Jahr 1928 erschien der erste La Redoute-Katalog mit 40 Strickwaren und einem Gesamtumfang von 16 Seiten (zum Vergleich: der Herbst/Winter-Katalog 2008/2009 zählt knapp 800 Seiten). Das Unternehmen entwickelte sich schnell zum führenden Versandhändler in Frankreich. 1956 kam eine Einrichtungslinie zum Sortiment dazu. Der stetig größer werdende Katalog präsentierte sich 1974 erstmals in Farbe. Seit 1969 wird das Angebot mit Designermode ergänzt. Namhafte Designer kreieren regelmäßig Kollektionen für La Redoute (u. a. Yves Saint Laurent, Karl Lagerfeld, Christian Lacroix, Jean Paul Gaultier, Viktor & Rolf, Yōhji Yamamoto, André Courreges, Issey Miyake oder Michel Klein). Auch Philippe Starck und Jean-Charles de Castelbajac haben schon für La Redoute gearbeitet.
La Redoute war bis 2014 Kern der Redcats Group (aus REDoute CATalogues), die seit 1994 zur PPR-Gruppe (Pinault Printemps Redoute) des Unternehmers François Pinault gehört und heute als Kering firmiert, zu der auch Gucci, Stella McCartney, Puma, Sergio Rossi gehören.
Redcats Holding war mit rund 20.000 Mitarbeitern der weltweit drittgrößte Konzern im internationalen Versandhandel; zur Konzerngruppe zählten neben La Redoute u. a. Bernard SA, Cyrillus, La Maison de Valerie, Movitex, Vertbaudet sowie Ellos in Skandinavien und Brylane in den USA. Angesicht zunehmender Konkurrenz durch den Onlinehandel und steigender Verluste im Kataloghandel, restrukturierte und veräußerte Kering Redcats schrittweise – so kam es 2014 zum Verkauf von La Redoute zu einem symbolischen Euro an ein Managementteam unter Nathalie Balla und Eric Courteille. Nach erfolgreicher Neupositionierung mit einer verschlankten Organisation und einer Konzentration auf Mode und Dekoration erwarb der Einzelhandelskonzern Galeries Lafayette im April 2018 51 % an dem Unternehmen.